# Уйе
Уйе́ (фр. и валлон. Houyet) — коммуна в Валлонии, расположенная в провинции Намюр, округ Динан. Принадлежит Французскому языковому сообществу Бельгии. На площади 122,31 км² проживают 4485 человек (плотность населения — 37 чел./км²), из которых 49,25 % — мужчины и 50,75 % — женщины. Средний годовой доход на душу населения в 2003 году составлял 10 631 евро.
Почтовые коды: 5560—5564. Телефонный код: 082.